# Koszewniki (sielsowiet Miasota)
Koszewniki – dawniej wieś, obecnie część Koszewnik Wielkich na Białorusi, w obwodzie mińskim, w rejonie mołodeckim, w sielsowiecie Chożów.

## Historia
W czasach zaborów wieś w gminie Mołodeczno, w powiecie wilejskim, w guberni wileńskiej Imperium Rosyjskiego.
W latach 1921–1945 wieś leżała w Polsce, w województwie wileńskim, w powiecie wilejskim, od 1927 roku w powiecie mołodeczańskim, w gminie Mołodeczno.
Według Powszechnego Spisu Ludności z 1921 roku zamieszkiwały tu 121 osób, 61 było wyznania rzymskokatolickiego a 60 prawosławnego. Jednocześnie 7 mieszkańców zadeklarowało polską, 114 białoruską przynależność narodową. Były tu 24 budynki mieszkalne. W 1931 w 23 domach zamieszkiwało 116 osób.
Wierni należeli do parafii rzymskokatolickiej w Krasnem i prawosławnej w Mołodecznie. Miejscowość podlegała pod Sąd Grodzki w Mołodecznie i Okręgowy w Wilnie; właściwy urząd pocztowy mieścił się w Mołodecznie.
W wyniku napaści ZSRR na Polskę we wrześniu 1939 miejscowość znalazła się pod okupacją sowiecką. 2 listopada została włączona do Białoruskiej SRR. Od czerwca 1941 roku pod okupacją niemiecką. W 1944 miejscowość została ponownie zajęta przez wojska sowieckie i włączona do Białoruskiej SRR.
Od 1991 w składzie niepodległej Białorusi.